# Xerula megalospora
Xerula megalospora là một loài nấm trong họ Physalacriaceae.